# VSI Tampa Bay FC
VisionPro Sports Institute Tampa Bay Football Club, mais conhecida como VSI Tampa Bay FC, foi um clube de futebol da cidade de Plant City, Flórida. 

## História
Em 2011 o VisionPro Sports Institute anunciou que pretendia criar uma equipe na USL Pro. O clube foi anunciado oficialmente no dia 22 de novembro de 2011 e sue primeiro jogo foi contra o Phoenix FC no dia 30 de março de 2013, perdendo o jogo por 1x0. Seu primeiro gol foi marcado por Antonio Neto na primeira vitória do time, por 1x0 em cima do Los Angeles Blues.
O clube foi extinto em 2013. A equipe também possuía um time na USL W-League e na Premier Development League. 

## Estatísticas

### Participações
|  | Participações em 2018 |

| Competição     | Competição               | Temporadas | Melhor campanha     | Estreia | Última | P | R |
| Estados Unidos | Lamar Hunt U.S. Open Cup | 1          | Segunda Fase (2013) | 2013    | 2013   |   | – |